# Eremisca stackelbergi
Eremisca stackelbergi là một loài ruồi trong họ Asilidae. Eremisca stackelbergi được Lehr miêu tả năm 1964. Loài này phân bố ở vùng Cổ Bắc giới.